# Gas Gas TXT
La Gas Gas TXT és un model de motocicleta de trial que fabrica Gas Gas d'ençà de 1999. Actualment es comercialitza en diverses cilindrades (des dels 50 fins als 300 cc), totes elles amb les mateixes característiques generals: motor de dos temps monocilíndric amb refrigeració líquida, bastidor de crom-molibdè, frens de disc i amortidors de forquilla convencional davant i monoamortidor darrere.
La TXT és una de les motos de trial més reeixides de l'actualitat. Molts dels millors especialistes d'aquest esport l'han pilotada en un moment o altre de la seva carrera, d'entre els quals hi han aconseguit títols mundials fins al moment Adam Raga (sis entre 2003 i 2006) i Laia Sanz (un, el 2012).

## Característiques
La TXT és una moto d'estructura molt simple, amb el xassís inicialment fet de tubs quadrats i canviat per un de tubs rodons i bigues el·líptiques el 2002, any en què també se n'actualitzaren les forquilles i els frens posteriors, que passaren d'una pinça flotant amb doble pistó a una d'un sol pistó. El 2008 va rebre una altra actualització, esdevenint el xassís de tubs rodons en la seva totalitat i adoptant també una nova protecció del far anterior (amb un nou projector quadrat amb fanal rodó molt més compacte), alhora que se li redimensionà la llum de frenada posterior.

## Versions

### Llista de versions produïdes
| Versió | Cilindrada | Anys              |
| ------ | ---------- | ----------------- |
| 125    | 125        | 1999 - Actualitat |
| 200    | 200        | 1999 - 2005       |
| 250    | 250        | 1999 - Actualitat |
| 270    | 270        | 1999 - Actualitat |
| 300    | 300        | 2004 - Actualitat |
| 321    | 321        | 1999 - 2001       |
| Boy    | 50         | 2000 - Actualitat |
| 80     | 80         | 2001 - Actualitat |
| Rookie | 70/80      | 2002 - Actualitat |

Notes
1. ↑  Amb motor en mesures de diàmetre i carrera de 64 x 54,5
2. ↑  Reanomenada 280 d'ençà del 2000
3. ↑  Amb motor en mesures de diàmetre i carrera de 83,4 x 60

### Boy
Fitxa tècnica
| Gas Gas TXT Boy 50    | Gas Gas TXT Boy 50                          |
| Mecànica              | Mecànica                                    |
| --------------------- | ------------------------------------------- |
| Tipus motor           | Monocilíndric 2T                            |
| CC                    | 49,38                                       |
| Diàmetre x Carrera    | 40 x 39,3                                   |
| Refrigeració          | Líquida                                     |
| Distribució           | Vàlvula lamel·lar                           |
| Carburador            | DellOrto 14 mm                              |
| Encesa                | Electrònica CDI (sincronització variable)   |
| Embragatge            | Doble, hidràulic i automàtic                |
| Canvi                 | 2 velocitats                                |
| Transmissió           | Primària per engranatges i final per cadena |
| Engegada              | Manovella                                   |
| Part cicle            |                                             |
| Xassís                | Multitub crom-molibdè                       |
| Suspensió davant      | Forquilla telescòpica 32 mm                 |
| Suspensió darrera     | Basculant amb Monoamortidor                 |
| Frens davant          | Disc 160 mm                                 |
| Frens darrera         | Disc 150 mm                                 |
| Pneumàtic davant      | 2,5 x 16                                    |
| Pneumàtic darrera     | 3 x 14                                      |
| Dimensions            |                                             |
| Alçada selló          | 600 mm                                      |
| Distància entre eixos | 1.005 mm                                    |
| Pes en sec            | 42 kg                                       |
| Capacitat dipòsit     | 3 litres                                    |

### Rookie
Fitxa tècnica
| Gas Gas TXT Rookie 80 (Cadet) | Gas Gas TXT Rookie 80 (Cadet)               |
| Mecànica                      | Mecànica                                    |
| ----------------------------- | ------------------------------------------- |
| Tipus motor                   | Monocilíndric 2T                            |
| CC                            | 72,5                                        |
| Diàmetre x Carrera            | 47 x 41,8                                   |
| Refrigeració                  | Líquida                                     |
| Distribució                   | Vàlvula lamel·lar                           |
| Carburador                    | DellOrto PHBG21DS                           |
| Encesa                        | Electrònica CDI (sincronització variable)   |
| Embragatge                    | Multidisc en bany d'oli                     |
| Canvi                         | 6 velocitats                                |
| Transmissió                   | Primària per engranatges i final per cadena |
| Engegada                      | Manovella                                   |
| Part cicle                    |                                             |
| Xassís                        | Multitub crom-molibdè                       |
| Suspensió davant              | Forquilla telescòpica 38 mm (32 mm)         |
| Suspensió darrera             | Basculant amb Monoamortidor                 |
| Frens davant                  | Disc 185 mm                                 |
| Frens darrera                 | Disc 150 mm                                 |
| Pneumàtic davant              | 2,75 x 21" (2,5 x 19")                      |
| Pneumàtic darrera             | 4,00 x 18" (3,5 x 17")                      |
| Dimensions                    |                                             |
| Alçada selló                  | 665 mm                                      |
| Distància entre eixos         | 1.330 mm                                    |
| Pes en sec                    | 64 kg (57)                                  |
| Capacitat dipòsit             | 3 litres                                    |

### PRO
Fitxa tècnica
| Gas Gas TXT PRO 125 (250) [280] {300} | Gas Gas TXT PRO 125 (250) [280] {300}       | Gas Gas TXT PRO 125 (250) [280] {300} |
| ------------------------------------- | ------------------------------------------- | ------------------------------------- |
| Mecànica                              |                                             |                                       |
| Tipus motor                           | Monocilíndric 2T                            |                                       |
| CC                                    | 125 (248) [272] {294}                       |                                       |
| Diàmetre x Carrera                    | 54 (72,5) [76] {79} x 54,5 mm (60 mm)       |                                       |
| Refrigeració                          | Líquida                                     |                                       |
| Distribució                           | Vàlvula lamel·lar                           |                                       |
| Carburador                            | 26 mm                                       |                                       |
| Encesa                                | Electrònica CDI (sincronització variable)   |                                       |
| Embragatge                            | Multidisc en bany d'oli                     |                                       |
| Canvi                                 | 6 velocitats                                |                                       |
| Transmissió                           | Primària per engranatges i final per cadena |                                       |
| Engegada                              | Manovella                                   |                                       |
| Part cicle                            |                                             |                                       |
| Xassís                                | Multitub crom-molibdè                       |                                       |
| Suspensió davant                      | Forquilla telescòpica 40 mm                 |                                       |
| Suspensió darrera                     | Basculant amb Monoamortidor                 |                                       |
| Frens davant                          | Disc 185 mm                                 |                                       |
| Frens darrera                         | Disc 150 mm                                 |                                       |
| Pneumàtic davant                      | 2,75 x 21                                   |                                       |
| Pneumàtic darrera                     | 4,00 x 18                                   |                                       |
| Dimensions                            |                                             |                                       |
| Alçada selló                          | 665 mm                                      |                                       |
| Distància entre eixos                 | 1.330 mm                                    |                                       |
| Pes en sec                            | 66 kg (67)                                  |                                       |
| Capacitat dipòsit                     | 2,5 litres                                  |                                       |